# Ateneum
Ateneum je muzeum umění v Helsinkách ve Finsku, součást Finské národní galerie. Nachází se v něm sbírka finského umění od počátků až do dnešních dob, ale také sbírky zahraničních umělců. Ateneum je největší umělecké muzeum v zemi. Většinu sbírky – přes 4300 obrazů a více než 750 soch – tvoří díla finských umělců z období mezi lety 1700 a 1960. Vystaena jsou díla umělců jako jsou Albert Edelfelt, Eero Järnefelt, Pekka Halonen, Akseli Gallen-Kallela, Helene Schjerfbeck a Hugo Simberg.
Sbírka zahraničních děl je menší, obsahuje asi 650 exponátů umělců jako byli Vincent van Gogh, Paul Gauguin, Edvard Munch, Auguste Rodin, Francisco Goya, Paul Cézanne, Marc Chagall, Eugène Delacroix, Amedeo Modigliani, Ilja Repin a Anders Zorn.
Každou středu od 17.00 je muzeum možné navštívit zdarma.